# Voskářka
Voskářka je zaniklá usedlost v Praze 5-Smíchově, která stála v ulici Křížová. Na jejích pozemcích vznikl areál Smíchovského nádraží.

## Historie
Hospodářská usedlost stála proti Koulce. Roku 1720 ji držel Gottfried Minichdorfer, který v ní měl manufakturu na bělení vosku. Kolem roku 1840 patřila Františku Hirschovi. Dvě budovy na čtvercovém půdorysu a jednu na půdorysu obdélném získala po polovině 19. století Společnost buštěhradské dráhy. Ta dala postavit malou patrovou stavbu se sedlovou střechou.
Usedlost se dostala do areálu Smíchovského nádraží a sloužila jeho potřebám, časem zanikla. Patrová stavba byla zbořena po roce 2001.